# 寝室ものがたり
『寝室ものがたり』（しんしつものがたり、Bedtime Story）は1964年のアメリカ合衆国の映画。出演はマーロン・ブランドやデヴィッド・ニーヴンなど。

## キャスト
※括弧内は日本語吹替（初回放送1971年2月8日『月曜ロードショー』）
- フレッド：マーロン・ブランド（田畑明彦）
- ローレンス：デヴィッド・ニーヴン（中村正）
- ジャネット：シャーリー・ジョーンズ
- ファニー：ドディー・グッドマン
- アンドレ：アラム・ステファン
- ウィリアムズ大佐：パーリー・ベア
- サットン夫人：マリー・ウィンザー

## スタッフ
- 監督：ラルフ・レヴィ
- 製作：スタンリー・シャピロ
- 脚本：スタンリー・シャピロ、ポール・ヘニング
- 撮影：クリフォード・スタイン
- 音楽：ジョセフ・ガーシェンソン、ハンス・J・サルター